# Anīs-al-dawla
Anīs-al-dawla, död 1896, var gemål till den persiska monarken Nassredin Shah.
Hon var född i fattigdom och var anställd som fri tjänare till shahens favorithustru Jeyran (1831–1860) innan hon vid dennas död 1860 efterträdde henne som shahens favorithustru. 
Hon var känd för det stora inflytande hon utövade över regeringen, och fick därför ta emot många ansökningar från supplikanter. Hon låg 1873 bakom shahens avskedande av premiärminister Mirza Hosein Khan Moshir od-Dowleh. Hon var den enda hustrun som gjorde shahen sällskap överallt och som kritiserade honom offentligt. Sedan hennes svärmor Malek Jahan Khanom avlidit 1873 tog hon över hennes plats som haremets första dam och gav audiens till utländska diplomaters hustrur. 